# Омутница (деревня)
Омутница (удм. Туктым) — старинная удмуртская деревня в Глазовском районе Удмуртской республики. Расположена на территории муниципального образования «Октябрьское» со статусом сельского поселения.

## География
Деревня расположена в 14 км юго-восточнее административного центра района — города Глазова на реке Омутница. На высоте 136 метров над уровнем моря.
Через Омутницу проходит старый Сибирский тракт, также село находится в 2 км от дороги регионального значения Р321 «Ижевск — Игра — Глазов».
Ближайшие населённые пункты:
- на северо-восток в 3 км деревня Подборново;
- на запад в 2 км село Октябрьский;
- на юго-запад в 3 км деревня Якшино.

## История
В челобитной жителей Омутницы в 1684 году царям Иоанну Алексеевичу и Петру Алексеевичу указано, что деревня была упомянута ещё в писцовых книгах за 1629 год. Основателями деревни были Урак Сасегов, Зюзя Сютин и Петр Тукташев. В писцовых книгах за 1646 год упоминается как деревня Мутница над рекой Мутницей. Располагалась в 14 верстах от уездного города Глазова.

В 1783 году через Омутницу прошла северная ветка Сибирского тракта из Петербурга в Пермь, которую называли Вятско-Пермской почтовой дорогой.

К 1811 году в Омутнице проживало 73 семьи, насчитывалось около 600 жителей. Большое количество жителей деревни носили фамилии Чирковы, Ураковы, Князевы, Федоровы. 

По данным из списка населённых мест Глазовского узда Вятской губернии 1859—1873 гг. в деревне в 67 дворах проживали 460 мужчин и 480 женщин (940 человек). В деревне имелись сельская управа, начальная школа министерства народного просвещения, которая была открыта в 1852 году (одна из старейших в Глазовском уезде). Особенностью этой школы было то, что в ней имели право обучаться как мальчики, так и девочки.

В деревне было 4 улицы. Улица, расположенная вдоль Сибирского тракта называлась Сибирской. От улицы Сибирской перпендикулярно около школы шла улица Можга. Параллельно ей за прудом была улица Тёпыл пал. Параллельно реке Омутница (Омутнинка), находилась улица Монастырь. На этой улице, за речкой Омутницей стояла деревянная часовня.

В августе 1911 года в деревне Омутница от сибирской язвы пала лошадь. Были приняты меры к нераспространению болезни.

К 1914 году в деревне работала одна из 12-ти «пятирублевых» библиотек Глазовского уезда. В них числилось 1627 экземпляров книг, в среднем по 136 книг на библиотеку.

В советский период Омутницкий сельсовет до 1929 года подчинялся Глазовскому волисполкому, а с 17 июля 1929 года он перешёл в ведение Глазовского райисполкома. В 1939 году на территории сельского совета имелись следующие деревни: Котнырево, Омутница, Якшино, Савапи. 16 июня 1954 года Омутницкий сельский Совет был ликвидирован, а его территория вошла в состав Качкашурского сельсовета.

В 1929 году в деревне Омутница организованы товарищества по совместной обработке земли «Труд», «Путь», «Борьба», имени Наговицына, которые 6 мая 1930 года реорганизованы в сельскохозяйственную артель «Выль уж»(«Новый труд»). На основании решения общих собраний членов сельхозартелей «Якшино» и «Савапи» от 29 июня 1950 года и «Выль уж» от 3 июля 1950 года была создана укрупненная сельхозартель «Выль уж» с центром в деревне Омутница. В укрупненную сельхозартель вошли деревни Омутница, Савапи, Якшино. Сельхозартель «Выль уж» занималась выращиванием зернобобовых и технических культур, овощеводством и развитием животноводства.

31 мая 1957 года земли колхоза «Выль уж» переданы отделу рабочего снабжения Чепецкого механического завода.

На 1 января 2010 года в деревне Омутница проживало 192 человека.

## Население
| 2010 | 2012 |
| ---- | ---- |
| 198  | ↘194 |

## Транспорт
Основное транспортное сообщение деревни осуществляется через трассу Р321, которая проходит в 2 км южнее. В деревне имеются асфальтовые и грунтовые дороги.
Рядом с деревней находится остановочный пункт «1177 км» Горьковской железной дороги РЖД с перроном — остановка пассажирских пригородных поездов, курсирующих между поселками Яр и Балезино (до 2013 года осуществлялось прямое сообщение Киров — Балезино).
В 2013 году курсировали 4 пригородных поезда в сутки (поезда № 6471, 6472, 6475, 6476), делающие остановку в «Остановочном пункте 1177 км», — 2 поезда в сторону Яра и 2 — в сторону Балезино.

## Интересные факты
- Указом Александра II в 1817 году были утверждены правила об устройстве почтовых трактов. В соответствии с ними для защиты от снежных заносов по обе стороны дороги необходимо было посадить березовые аллеи. Эти, так называемые александровские березы, частично сохранились вдоль Сибирского тракта около Омутницы.

- Фёдор Михайлович Достоевский по дороге на каторгу в Сибирь в начале января 1850 года ночевал в деревне Омутница. На стене дома, где останавливался писатель, он вырезал свои инициалы. Этому факту удмуртский поэт Олег Поскрёбышев посвятил своё стихотворение:[11]

Под Глазовом,
В деревне Омутница,
В забытой богом вятской стороне.
Он вырезал –
Не в силах сном забыться –
Свои инициалы на стене…О. Поскрёбышев.«Ф.М.Д.»

## Топографические карты
- Лист карты O-39-XVII Глазов. Масштаб: 1 : 200 000. Состояние местности на 1984 год. Издание 1993 г.